# Anoeta (dorp)
Anoeta is een gemeente in de Spaanse provincie Gipuzkoa in de regio Baskenland met een oppervlakte van 4,1 km². In 2005 telde Anoeta 1784 inwoners.

## Geboren
- Abraham Olano (22 januari 1970), wielrenner